# Sari Essayah
Sari Miriam Essayah, née le 21 février 1967 à Haukivuori, est une ancienne athlète spécialiste de la marche et une femme politique finlandaise. Membre des Chrétiens-démocrates, elle est députée européenne de juin 2009 à mai 2014 ainsi que députée au Parlement finlandais entre 2003 et 2007 et depuis 2015.
À la suite des élections législatives finlandaises de 2023, elle devient ministre de l'Agriculture et des Forêts dans le gouvernement Orpo formé le 20 juin 2023.

## Biographie
Née  à Haukivuori en Finlande d'un père marocain et d'une mère finlandaise, elle a notamment remporté le 10 km marche des Championnats du monde d'athlétisme 1993 et, à domicile, celui des Championnats d'Europe d'athlétisme 1994.

## Palmarès
| Date | Compétition           | Lieu      | Résultat | Épreuve |
| ---- | --------------------- | --------- | -------- | ------- |
| 1987 | Championnats du monde | Rome      | 19e      | 10 km   |
| 1989 | Universiade           | Duisbourg | 3e       | 5 000 m |
| 1991 | Championnats du monde | Tokyo     | 3e       | 10 km   |
| 1991 | Universiade           | Sheffield | 1re      | 10 km   |
| 1992 | Jeux olympiques       | Barcelone | 4e       | 10 km   |
| 1993 | Championnats du monde | Stuttgart | 1re      | 10 km   |
| 1994 | Championnats d'Europe | Helsinki  | 1re      | 10 km   |
| 1995 | Championnats du monde | Göteborg  | 4e       | 10 km   |
| 1996 | Jeux olympiques       | Atlanta   | 16e      | 10 km   |